# Half-pipe

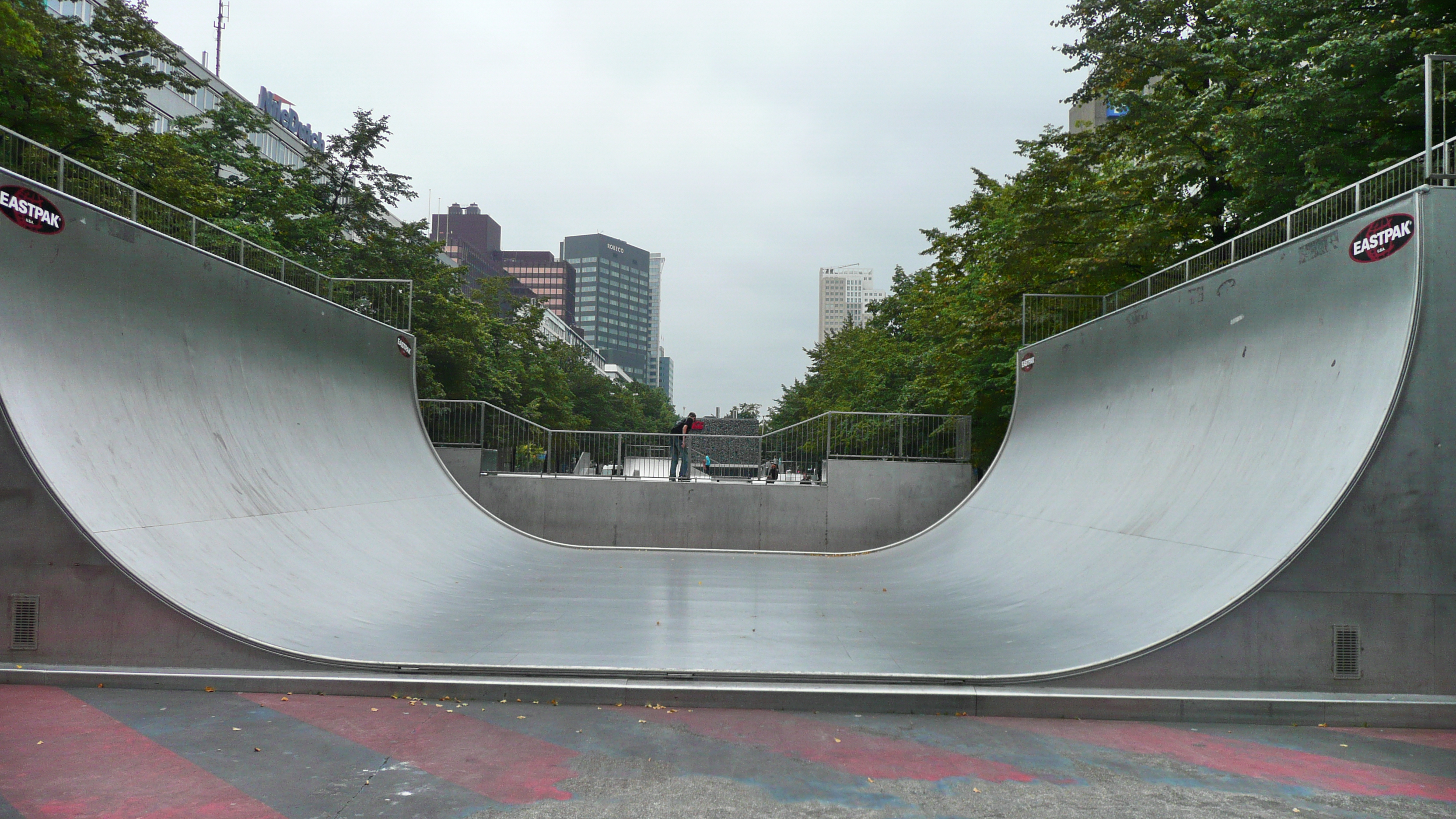
Half-pipe dello skatepark di Rotterdam

L'half-pipe (espressione di lingua inglese che significa letteralmente "mezzo tubo") è una rampa a sezione semicircolare o paraboidale. È utilizzato da sport come skateboard, snowboard, sci freestyle, BMX freestyle e pattinaggio aggressive. Vi si scende in moto armonico (smorzato dall'attrito) fino a perdere quota. L'atleta può recuperare l'energia dissipata dall'attrito spingendosi (in gergo pumpare), in modo paragonabile al gesto che si compie in altalena per prendere velocità.

## Sport invernali

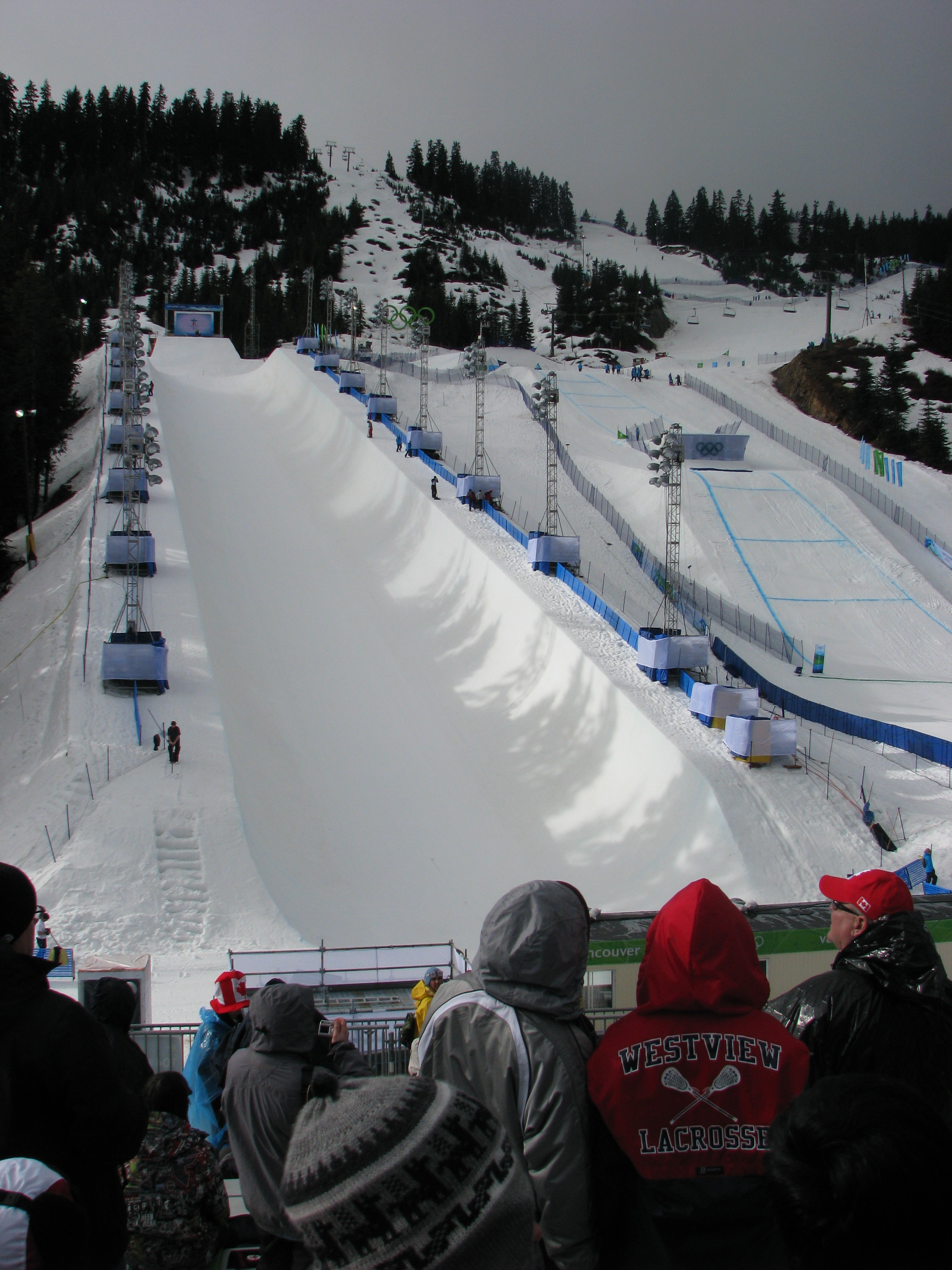
Half-pipe di neve alle Olimpiadi di Vancouver 2010

L'half-pipe può essere costruito anche con la neve e utilizzato con snowboard e sci. Viene costruito mediante l'utilizzo di gatti delle nevi, solitamente in aree dedicate delle stazione sciistiche, dette snowpark.
Le più importanti competizioni di snowboard che vi si svolgono sono:
- Campionati mondiali di snowboard, specialità halfpipe, dal 1996[2]
- Coppa del Mondo di halfpipe dalla stagione 1996-1997[3]
- Winter X Games, specialità superpipe, dal 1997
- Giochi olimpici, specialità halfpipe, da Nagano 1998[4]

Le più importanti competizioni di sci freestyle che vi si svolgono sono:
- Coppa del Mondo di freestyle, specialità halfpipe, dal 2004[5]
- Campionati mondiali di freestyle, specialità halfpipe, dal 2005[6]
- Winter X Games, specialità superpipe

Nell'aprile 2011 il Comitato Olimpico Internazionale ha inoltre comunicato l'inclusione del freestyle halfpipe nei Giochi olimpici invernali a partire da Soči 2014.